# オルベア
オルベア(Orbea)は、スペイン最大の自転車メーカー。モンドラゴン協同組合企業グループの一員であり、バスク州ビスカヤ県マリャビアに本社を置いている。

## 歴史
1840年にライフル銃と拳銃の製造企業として始まり、1930年代に自転車の製造を開始した。オルベアは自転車の設計から製造までを行い、上級モデルの一部はポルトガルの工場で、それ以外のモデルはビスカヤ県マリャビアにある工場で、一部のモデルは中国の工場で 製造している。
バスク地方のUCIプロチームであるエウスカルテル・エウスカディ（2013年解散）や、アメリカ合衆国のヘリング・ガス・チームなど、オルベアはいくつかの自転車競技チームのスポンサーとなっている。2008年に開催された北京オリンピックでは、スペイン代表のサムエル・サンチェスがオルベア・Orca（オルカ）に乗って男子個人ロードレース部門で金メダルを獲得し、フランス代表のジュリアン・アプサロンがオルベア・Alma（アルマ）に乗ってMTBクロスカントリー部門で金メダルを獲得し、MTBクロスカントリー部門では同じくフランス代表のジャン＝クリストフ・ペローが銀メダルを獲得した。トライアスロン選手のクレイグ・アレクサンダーは、2008年から2011年までに世界選手権で3度優勝しているが、最初の2度はオルベア・Ordu（オルドゥ）に乗って勝ち取ったものだった。アレクサンダーはその後もオルベアの自転車に乗る予定であり、2010年にはオルベアと生涯契約を交わしていたが、2011年に他社の自転車に乗り換えた。

## 特徴

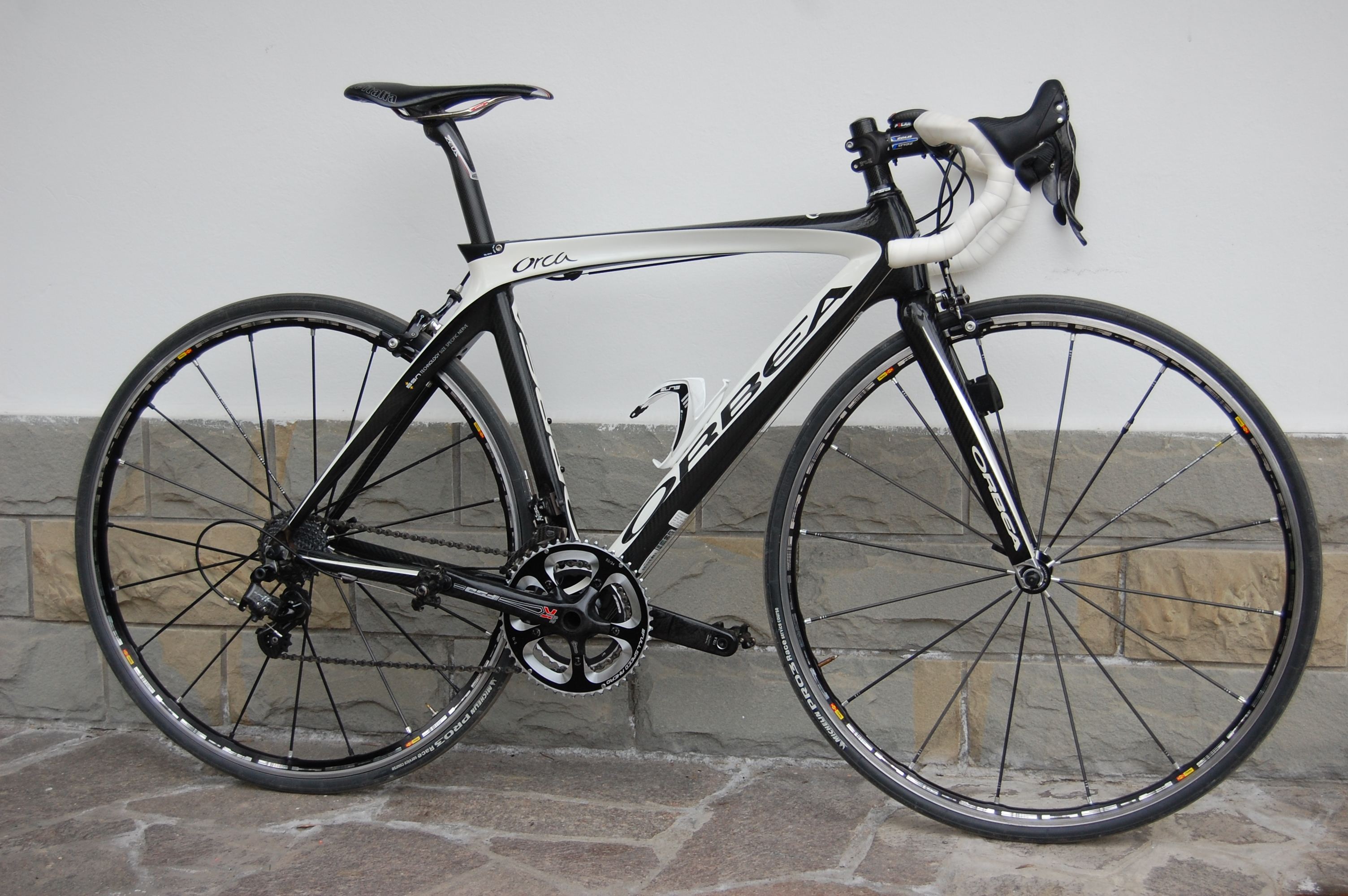
ORCA

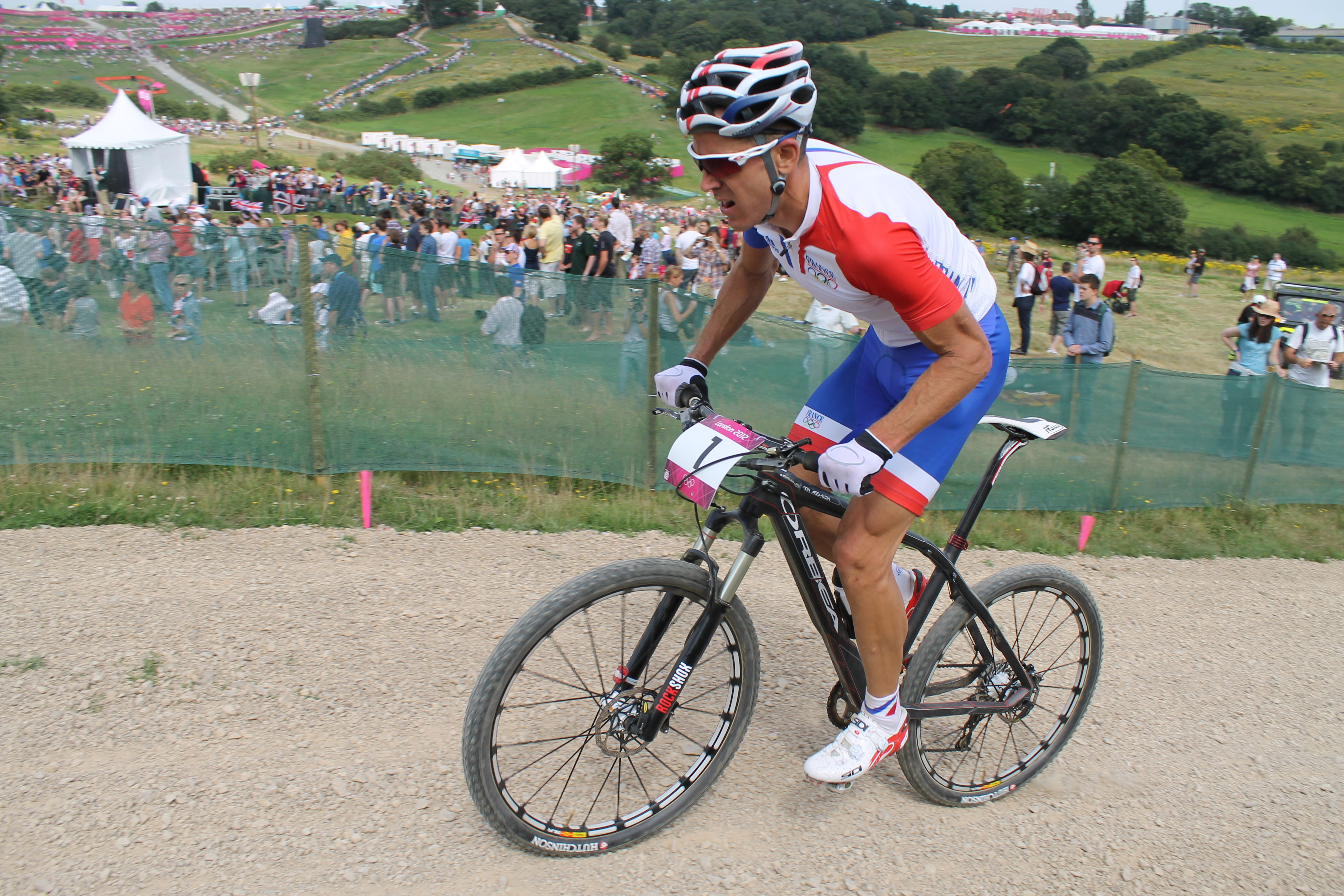
ロンドンオリンピックで競技中のジュリアン・アプサロン

ロードバイク、マウンテンバイクの開発だけでなく、カーボンフレームのデザイン、生産も行っている。バスク地方はピレネー山脈の麓にあり、ミゲル・インドゥラインをはじめとする多くの有名なプロサイクリストを輩出している。その影響か、同社のバイクは登り坂でその性能を最大限に発揮する。
同社の誇るフレーム製造技術に、SSN (size specific nerve) がある。一般的な製造方法では、同じフレームに対して全サイズで同じチューブ素材を使用するが、それではフレームサイズによってフレームの剛性や性能が異なってしまう。オルベアのSSN技術では、すべてのサイズで同じ性能を実現するために、あたかもサイズごとに別のフレームを設計しなおすかのような工程を経て製造されている。これは、フレームがカーボン素材だからこそ可能になった技術で、オルベアのOrca（オルカ）、Ordu（オルドゥ）、Onix（オニキス）の3モデルに採用されている。スチール素材を使用したフレームはイタリアの鋼管メーカーであるコロンバスが製造している。